# Kongesangbogen
Kongesangbogen er en sangbog med danske fædrelandssange, der første gang blev udgivet 26. september 1940 i forbindelse med Christian X’s 70-års fødselsdag. 
Sangbogen var også tiltænkt alsangsstævner og derfor var en række danske virksomheder og privatpersoner gået sammen om at finansiere og udgive bogen anonymt. Sangene i bogen omhandlede bl.a. den danske natur, dansk historie og det danske sprog og holdt sig hovedsageligt fra krigssalmerne af hensyn til den tyske censur, som Danmark var underlagt i denne periode.
Kongesangbogen var husstandsomdelt og nåede at udkomme i op mod 2 millioner eksemplarer.
Det er senere kommet frem, at den anonyme forfatter, der har skrevet forordet til Kongesangbogen, var litteraturprofessor Vilhelm Andersen.

## Kongesangbogens forord
KONGEN
Af en Dansker
| Citat                                                 | Til det danske Folk er der kun talt lidt i denne Sommer om det, som ligger det mest paa Hjertet. Men nu i Efteraaret, da Vinteren kommer, er Folk begyndt at synge, fra By til By, fra den ene Del af Landet til den anden, som om de trængte til at høre hinandens Stemmer. Der fortælles i et gammelt Eventyr fra Bornholm, den ensomste Del af Landet, at efter den sorte Død, Folkedøden, var der paa hver sin Side af den affolkede ø kun to Sjæle, en ung Mand og Pige i Live. De fandt hinanden ved at ringe sig frem fra Sted til Sted med Kirkeklokkerne. | Citat |
| Uddrag af Vilhelm Andersens forord til Kongesangbogen | |       |

## Indhold
- Forord
- Alt staar i Guds Faderhaand
- Altid frejdig, naar du gaar
- Bliv hos os, naar Dagen hælder
- Dagen gaar med raske Fjed
- Danmark, i tusind Aar
- Danmark nu blunder den lyse Nat
- Danevang med grønne Bred
- Dejlig er Jorden
- Den danske Sang er en ung blond Pige
- Den signede Dag med Fryd vi ser
- Der er et yndigt Land
- Der er ingenting, der maner
- Der rider en Konge i Sol og Blæst
- Der staar et Slot i Vesterled
- Du danske Mand! af al din Magt
- Dybt hælder Aaret i sin Gang
- Et jævnt og muntert, virksomt Liv paa Jord
- Fred hviler over Land og By
- Flyv Fugl! Flyv over Furesøens Vove
- Herligt en Sommernat
- Hvem sidder der bag Skærmen
- Hvor smiler fager den danske Kyst
- I alle de Riger og Lande
- I Danmark er jeg født, der har jeg hjemme
- I Østen stiger Solen op
- Jeg bærer med Smil min Byrde
- Jeg elsker de grønne Lunde
- Jeg er Havren, jeg har Bjælder paa
- Jyden, han æ stærk aa sej
- Jylland mellem tvende Have
- Kirkeklokke, ej til Hovedstæder
- Kong Christian stod ved højen Mast
- Kongernes Konge! ene du kan
- Langt højere Bjerge saa vide paa Jord
- Lær mig Nattens Stjerne
- Moders Navn er en himmelsk Lyd
- Morgenstund har Guld i Mund
- Nu titte til hinanden
- Naar Vinteren rinder i Grøft og i Grav
- Om Strømmen mod dig bruser
- Sangen har en Lysning
- Se dig ud en Sommerdag
- Slumrer sødt i Slesvigs Jord
- Snart er Natten svunden
- Som en rejselysten Flaade
- Til Himlene rækker
- Vaj højt, vaj stolt
- Venner, ser paa Danmarks Kort
- Vort Hjem, du danske Jord
- Vort Modersmaal er dejligt